# Hage Geingob
Hage Gottfried Geingob (ur. 3 sierpnia 1941 w Otjiwarongo, zm. 4 lutego 2024 w Windhuku) – namibijski polityk, wiceprzewodniczący partii Organizacja Ludu Afryki Południowo-Zachodniej (SWAPO) w latach 2007–2015 i jej przewodniczący od 2015, deputowany do parlamentu w latach 1989–2003 i 2005–2015. Minister transportu i handlu w latach 2008–2012, premier Namibii w latach 1990–2002 oraz 2012–2015, prezydent Namibii od 21 marca 2015 do śmierci.

## Życiorys

### Młodość
Urodził się w 1941 w mieście Otjiwarongo. W latach 1958–1961 kształcił się w szkole średniej Augustineum Training College w Okahandji, w której uzyskał uprawnienia pedagogiczne. W 1961 objął posadę nauczyciela w szkole Rhenish Mission School w Tsumeb, w której pracował przez rok.
W 1961 nawiązał stałe kontakty z organizacją SWAPO, walczącą o uzyskanie niepodległości przez ówczesną Afrykę Południowo-Zachodnią, znajdującą się faktycznie pod okupacją RPA. W 1962 opuścił kraj z przyczyn politycznych i przedostał się do sąsiedniej Botswany. Od 1963 do 1964 był członkiem przedstawicielstwa SWAPO w tym kraju.

### Emigracja
W 1964 udał się na emigrację do Stanów Zjednoczonych, w czasie której kontynuował edukację oraz działalność polityczną na rzecz niepodległości Namibii. W latach 1964–1965 studiował na Temple University, a następnie od 1965 do 1970 na Uniwersytecie Fordham, na którym uzyskał dyplom licencjacki z dziedziny nauk politycznych. W 1974 uzyskał tytuł magistra stosunków międzynarodowych na uniwersytecie The New School.
W latach 1964–1971 pełnił funkcję przedstawiciela SWAPO przy ONZ, a od 1971 do 1975 pracował w Sekretariacie ONZ, reprezentując sprawę niepodległości kraju. Od 1975 do 1989 przebywał w Lusace w Zambii, gdzie kierował United Nations Institute for Namibia, instytutem edukacyjnym powołanym przez ONZ. W 1975 wszedł również w skład Biura Politycznego SWAPO, którego członkiem pozostawał aż do 2002.

### Działalność po powrocie do kraju
W 1989 powrócił do ojczyzny w czasie zmian politycznych nadzorowanych przez ONZ. W czasie pierwszych demokratycznych wyborów w 1989 pełnił funkcję szefa kampanii wyborczej SWAPO. Po zwycięstwie wyborczym, od 1989 do 1989 zajmował stanowisko przewodniczącego Zgromadzenia Konstytucyjnego, mając znaczący wpływ na opracowanie konstytucji kraju, przyjętej w lutym 1990.
Po ogłoszeniu przez Namibię niepodległości 21 marca 1990, objął nowo utworzony urząd premiera. Zachował również mandat deputowanego do Zgromadzenia Narodowego, powstałego z przekształcenia Zgromadzenia Konstytucyjnego. W wyborach w 1994 oraz w 1999 uzyskał reelekcję w parlamencie.
Na stanowisku szefa rządu u boku prezydenta i wieloletniego lidera SWAPO Sama Nujomy pozostawał przez 12 lat. W sierpniu 2002 złożył dymisję, kiedy w ramach zmian w rządzie prezydent zaproponował mu objęcie w zamian stanowiska ministra ds. rządu lokalnego. Według części komentatorów politycznych konflikt między dwoma politykami spowodowany był próbami ubiegania się przez Geingoba o sukcesję po kończącym drugą kadencję prezydencie. W sierpniu 2002 nie został ponownie wybrany w skład Biura Politycznego SWAPO, zachowując jednakże miejsce w Komitecie Centralnym.
Po odejściu z rządu w 2002 był jednym z szeregowych deputowanych. Mandat w parlamencie zachował do 2003, kiedy wyjechał do Waszyngtonu, gdzie objął stanowisko sekretarza wykonawczego Global Coalition for Africa (GCA), międzyrządowej organizacji zajmującej się rozwojem gospodarczym Afryki. Zajmował je do 2004. W listopadzie 2004 wziął udział w wyborach parlamentarnych, uzyskując po raz kolejny mandat deputowanego, który objął w marcu 2005. W 2004 doktoryzował się na University of Leeds w Wielkiej Brytanii.
W 2007 objął funkcję whipa w parlamencie, którą pełnił przez rok. Został również ponownie wybrany w skład Biura Politycznego SWAPO oraz na stanowisko wiceprzewodniczącego partii. 8 kwietnia 2008 został mianowany ministrem handlu i przemysłu w rządzie Nahasa Anguli.
Na kongresie SWAPO 2 grudnia 2012 uzyskał reelekcję na stanowisku wiceprzewodniczącego partii, co zdaniem komentatorów otwierało mu drogę do sukcesji po prezydencie Hifikepunye Pohambie i nominacji prezydenckiej w wyborach w 2014. 4 grudnia 2012 prezydent Pohamba mianował go nowym szefem rządu.
8 stycznia 2024 ogłosił, że cierpi na chorobę nowotworową. 25 stycznia powrócił z leczenia w Stanach Zjednoczonych. Zmarł 4 lutego 2024 roku w szpitalu w Windhuku. Po jego śmierci w Namibii ogłoszono 21 dni żałoby narodowej, w Mozambiku ogłoszono pięciodniową żałobę, w Zambii i Kubie ogłoszono dwudniową żałobę.

## Odznaczenia
- Wielce Starożytny Order Welwiczji Przedziwnej (ex officio, 2015)